# Gustav Gundlach
Gustav Gundlach SJ (* 3. April 1892 in Geisenheim; † 23. Juni 1963 in Mönchengladbach) war ein deutscher Jesuit. Der katholische Sozialethiker, Sozialphilosoph und Sozialwissenschaftler gilt als Repräsentant der katholischen Soziallehre in der Mitte des 20. Jahrhunderts. Er hat an mehreren Enzykliken mitgewirkt.

## Leben
Nach dem Besuch des Kaiser-Friedrichs-Gymnasiums (heute: Heinrich-von-Gagern-Gymnasium) in Frankfurt am Main studierte er Philosophie an der Universität Freiburg im Breisgau, wo er den badischen Neukantianismus durch Heinrich Rickert kennenlernte, dem es um die Letztbegründung von Werten ging. Dort wurde er Mitglied der katholischen Studentenverbindung K.D.St.V. Hohenstaufen im CV. Nach fünf Semestern brach er das Studium ab und trat dem Orden der Jesuiten bei, sein Theologiestudium absolvierte er an der PTH des Ignatiuskolleg in Valkenburg in den Niederlanden (Exilhochschule der Jesuiten). Am 24. August 1924 empfing er die Priesterweihe. Dann studierte er Volkswirtschaft in Berlin und promovierte 1927 bei Werner Sombart mit Zur Soziologie der katholischen Ideenwelt und des Jesuitenordens. In dieser Zeit lernte er über Robert Leiber auch den Apostolischen Nuntius in Berlin, Eugenio Pacelli, kennen. Er trat dem sozialpolitischen Königswinterer Kreis von Oswald von Nell-Breuning SJ bei.
Seit 1929 hatte er eine Professur für Sozialphilosophie und -ethik an der Hochschule Sankt Georgen in Frankfurt am Main inne. Ordensziel war eine Anknüpfung an den Solidarismus des Sozialphilosophen Heinrich Pesch. Zusätzlich war Gundlach von 1934 bis 1962 Professor an der Päpstlichen Universität Gregoriana in Rom. Er gehörte zu den engen Beratern der Päpste Pius XI. (Enzyklika Quadragesimo anno, 1931) und Pius XII., deren Soziallehre stark von deutschen Jesuiten mitbeeinflusst wurde, insbesondere zum Subsidiaritätsprinzip.
Die Spannungen mit Deutschland und Italien nahmen zu, Gundlach war nach dem deutschen Einmarsch in Österreich an einer neuen Stellungnahme der Österreichischen Bischofskonferenz unter Kardinal Innitzer beteiligt, nachdem dieser sich zunächst vorbehaltlos hinter den „Anschluss“ gestellt hatte. In einem Radiovortrag vom 1. April Was ist politischer Katholizismus? verurteilte Gundlach diesen Schritt, Innitzer kam nach Rom zum Papst und veröffentlichte eine zweite Erklärung der Bischöfe vor der Volksabstimmung, in der er auf den Regelungen des Konkordats bestand. Für die ab 1938 geplante und vorbereitete Enzyklika zum Rassismus Humani generis unitas leistete Gundlach mit anderen Jesuiten (John La Farge) die wesentlichen Texte. Trotzdem verzögerte sich die Veröffentlichung, vermutlich aus Rücksicht auf wachsende Spannungen mit Mussolini. Schließlich starb Pius XI. am 10. Februar 1939, nur Teile wurden in Summi pontificatus im Herbst 1939 von Pius XII. aufgenommen.
Gundlach prägte stark die Sozialethiker Wilhelm Weber und Anton Rauscher SJ, aber auch ab 1948 den jungen Schweizer Theologen Hans Küng.
Papst Johannes XXIII. wandte sich für einen Entwurf seiner Sozialenzyklika Mater et magistra (1961) zunächst an Gundlach, war aber vom traditionell-doktrinären Stil des Konzepts enttäuscht. Zeitgenossen nannten sie die „Mitbestimmungs-Enzyklika“, weil sie die vorhergehende Verurteilung der Beteiligung von Arbeitnehmern an Entscheidungsprozessen aufhob. Der pensionierte Gundlach verließ Rom und errichtete 1962 eine katholisch-soziale Forschungsstelle, die auch nach seinem baldigen Tod die Gundlach’schen Ansätze fortführte. Die Katholische Sozialwissenschaftliche Zentralstelle Mönchengladbach war in Deutschland für Jahrzehnte die Koordinations- und Leitstelle für den Sozialen Katholizismus und wirkte international. Nach der Ernennung von Joseph Höffner zum Bischof von Münster nahm Gundlach einen Lehrauftrag für Christliche Sozialwissenschaft an der Universität Münster an.
Hans Küng überliefert die Wut, mit der Gundlach sich um 1950 wünschte, Msgr. Montini (später Papst Paul VI.) „liquidieren“ („eliminieren“) zu dürfen (weil dieser reformwillig für französische Arbeiterpriester und Arbeitermitbestimmung in den Betrieben eintrat). Gundlach starb 1963 plötzlich, keine 48 Stunden nach dessen Wahl zum Papst. Über einen kausalen Zusammenhang spekuliert zumindest Küng.

## Umstrittene Positionen zu Mitbestimmung, Atomkrieg und Antisemitismus
Nach seiner Lehre ist die Person Ursprung und Ziel allen gesellschaftlichen Lebens. Die Gesellschaft ist keine Summe oder Integration von „Individuen“, sondern Koordination der Personen. Sie wirken solidarisch auf die Verwirklichung der von Gott gesetzten Werte im Wandel der Geschichte. In Raum und Zeit organisieren sie sich notwendig mit Familie, Eigentum und Staat. Da Gundlach zunehmend das Privateigentum zu einem absoluten Recht aufwertete, verlor er bereits in den 1950er Jahren bei den Theologiestudenten in Rom an Zustimmung. Man fragte ihn kritisch: „Wenn das Privateigentum einen so hohen Rang hat, gab es dann im Paradies auch Privateigentum?“ Gundlach lehnte auch das Godesberger Programm der SPD als sozialistisch ab. In der Frage der paritätischen Mitbestimmung, die in der Adenauerzeit für die Montanindustrie eingeführt worden war, war er mit Pius XII. ablehnend, weil das Eigentum des Arbeitgebers angegriffen werde.
In seiner Interpretation einer Schrift Papst Pius XII. über den gerechten Krieg Bellum iustum folgend behauptete Gundlach, ein atomarer Verteidigungskrieg sei sittlich gerechtfertigt. Bei der Schrift von Papst Pius XII. handelt es sich um eine Neuinterpretation der Lehre des gerechten Krieges, die sich ausgehend von Texten des hl. Augustinus (354–430) entwickelte. Diese Neuinterpretation durch Pius XII. war stark vom Kalten Krieg und einem potentiellen atomaren Konflikt zwischen den USA und der Sowjetunion beeinflusst. Während Pius XII. die Verwendung der Atombombe in engsten Grenzen eventuell für sittlich gerechtfertigt hielt, wenn Freiheit, Würde oder Glauben eines Volkes bedroht sind, ging Gundlach davon aus, dass mit diesen Worten der „Schutz des christlichen Glaubens“ gemeint sei. Dem Wissen um den mehrfachen Overkill in Bezug auf Atomwaffen begegnete Gundlach mit dem Argument, dass die Zerstörung der Welt eine Manifestation Gottes sei und die Welt ohnehin nicht für die Ewigkeit geschaffen wurde. Gleichzeitig lehnte Gundlach aber eine Verantwortung für die Entscheidung zum Atomkrieg ab:

„…wenn die Welt untergehen sollte, wäre das auch kein Argument gegen unsere Argumentation. Denn wir haben erstens sicher Gewissheit, dass die Welt nicht ewig dauert, und zweitens haben wir nicht die Verantwortung für das Ende der Welt. Wir können dann sagen, dass Gott, der Herr, der uns durch seine Vorsehung in eine solche Situation geführt hat oder hineinkommen ließ, wo wir dieses Treuebekenntnis zu seiner Ordnung ablegen müssen, dann auch die Verantwortung übernimmt.“

(Diese Position wurde von Sozialethikern, aber auch Kirchenrechtlern wie Alfredo Ottaviani und, ihm folgend, vom II. Vatikanum, insb. Gaudium et spes Nr. 82, eindeutig abgelehnt.)
Im Lexikon für Theologie und Kirche, 1930 herausgegeben vom Regensburger Bischof Michael Buchberger, schrieb Gundlach, dass eine „staatspolitisch orientierte Richtung des Antisemitismus“, vertreten mit in seinen Augen moralisch und rechtlich vertretbaren Mitteln, legitim sei zur „Stärkung der positiv sittlich-gläubigen Faktoren im Judentum gegen die liberalen, dem sittlichen Nihilismus am meisten zugänglichen ,Assimilationsjuden‘, die … im Lager der Weltplutokratie wie des Weltbolschewismus gegen die menschliche Gesellschaft zerstörend wirken und dadurch dunkle Züge der vom Heimatboden vertriebenen jüdischen Volksseele auslösen …“ Rassisch begründeten Antisemitismus lehnt er ab, verteidigt jedoch Maßnahmen der Kirche „gegen den unberechtigten und schädlichen Einfluss des wirtschaftenden u. geistigen Judentums“.

## Ehrungen
- 1962 Großes Bundesverdienstkreuz
- 1962 Festschrift Freiheit und Verantwortung in der modernen Gesellschaft (überreicht von Joseph Höffner zum 70. Geburtstag von Gustav Gundlach), OCLC 716835631.

## Werke

### Publikationen in Buchform
- Gustav Gundlach: Die Ordnung der menschlichen Gesellschaft. 2 Bde. Hrsg. von der Katholischen Sozialwissenschaftlichen Zentralstelle Mönchengladbach. Köln 1964. OCLC 718040956.
- Gustav Gundlach: Verantwortliches Christentum in Gesellschaft und Staat. Referate gehalten bei der Jahrestagung der Arbeitsgemeinschaft der katholischen deutschen Frauen. Paderborn 1958. OCLC 1203408037.
- Das Unternehmer-Bild der katholischen Soziallehre (= Deutsches Industrieinstitut, Vortragsreihe des Deutschen Industrieinstituts, Nr. 21), Deutsche Industrieverlags-Gesellschaft, Köln 1955

### Zeitschriftenartikel
- Die Lehre Pius XII vom modernen Krieg, in: SdZ, Jahrgang 164, 1958–1959, S. 13.